# Curazaíto
Curazaíto es una población del municipio Cabimas en el estado Zulia (Venezuela), pertenece a la Parroquia Arístides Calvani. 

## Etimología e historia
Curazaíto y la vecina población de Curazao, toman su nombre de los inmigrandes de Curazao isla de los Países Bajos ubicada frente a las costa de Venezuela, quienes vinieron con la explotación petrolera a Cabimas. La ubicación del pueblo obedece a la construcción de la Carretera Williams en 1948.

## Ubicación
Se encuentra cerca del cruce de las carreteras Williams y Lara - Zulia, a la altura del km 22 de la Williams, tiene su propia carretera que la une a la Lara - Zulia, y que lleva desde Curazaíto hasta La Mesa y Palito Blanco

### Clima
El clima es cálido y seco, con lluvias no tan comunes
| Parámetros climáticos promedio de Curazaíto, Venezuela | Parámetros climáticos promedio de Curazaíto, Venezuela | Parámetros climáticos promedio de Curazaíto, Venezuela | Parámetros climáticos promedio de Curazaíto, Venezuela | Parámetros climáticos promedio de Curazaíto, Venezuela | Parámetros climáticos promedio de Curazaíto, Venezuela | Parámetros climáticos promedio de Curazaíto, Venezuela | Parámetros climáticos promedio de Curazaíto, Venezuela | Parámetros climáticos promedio de Curazaíto, Venezuela | Parámetros climáticos promedio de Curazaíto, Venezuela | Parámetros climáticos promedio de Curazaíto, Venezuela | Parámetros climáticos promedio de Curazaíto, Venezuela | Parámetros climáticos promedio de Curazaíto, Venezuela | Parámetros climáticos promedio de Curazaíto, Venezuela |
| Mes                                                    | Ene.                                                   | Feb.                                                   | Mar.                                                   | Abr.                                                   | May.                                                   | Jun.                                                   | Jul.                                                   | Ago.                                                   | Sep.                                                   | Oct.                                                   | Nov.                                                   | Dic.                                                   | Anual                                                  |
| ------------------------------------------------------ | ------------------------------------------------------ | ------------------------------------------------------ | ------------------------------------------------------ | ------------------------------------------------------ | ------------------------------------------------------ | ------------------------------------------------------ | ------------------------------------------------------ | ------------------------------------------------------ | ------------------------------------------------------ | ------------------------------------------------------ | ------------------------------------------------------ | ------------------------------------------------------ | ------------------------------------------------------ |
| Temp. máx. media (°C)                                  | 30.2                                                   | 30.0                                                   | 30.6                                                   | 32.0                                                   | 32.5                                                   | 32.8                                                   | 35.0                                                   | 34.8                                                   | 33.8                                                   | 33.5                                                   | 33.0                                                   | 31.3                                                   | 32.5                                                   |
| Temp. mín. media (°C)                                  | 20.0                                                   | 20.5                                                   | 21.8                                                   | 21.9                                                   | 22.4                                                   | 23.0                                                   | 24.0                                                   | 23.6                                                   | 23.1                                                   | 22.5                                                   | 22.3                                                   | 21.0                                                   | 22.2                                                   |
| Precipitación total (mm)                               | 8                                                      | 3                                                      | 5                                                      | 53                                                     | 106                                                    | 78                                                     | 44                                                     | 99                                                     | 116                                                    | 130                                                    | 125                                                    | 36                                                     | 803                                                    |
| [cita requerida]                                       |                                                        |                                                        |                                                        |                                                        |                                                        |                                                        |                                                        |                                                        |                                                        |                                                        |                                                        |                                                        |                                                        |

## Zona Residencial
Curazaíto es un pequeño pueblo en la parte rural del municipio Cabimas, con iglesia, escuela, liceo, estación de policía, dispensario de salud, algunas tiendas, una plaza, un estadio y una parada. Ubicado en el cruce entre vías principales es uno de los mayores pueblos de la parroquia y cuenta con su propio estadio de Softbol. 

## Actividad Económica
La principal actividad de Curazaíto es la ganadería. Durante los 1930 se buscó petróleo, sin embargo dada la tecnología de la época aunque se encontró no se pudo perforar eficientemente para alcanzar los yacimientos, por lo que el campo Curazaíto fue abandonado.

## Vialidad y Transporte
La vía principal es la que viene de la Lara - Zulia y que lleva a La Mesa y Palito Blanco.
La línea Cabimas - La Mesa– Curazaíto (logo marrón con letras blancas) es una de las que lo conectan con otras localidades.

## Sitios de Referencia
- Estadio de Sofbol.